# Каляти
Каляти (пол. Kalaty) — село в Польщі, у гміні Сточек Венґровського повіту Мазовецького воєводства.
Населення — 17 осіб (2011).
У 1975-1998 роках село належало до Седлецького воєводства.

## Демографія
Демографічна структура станом на 31 березня 2011 року:
|          | Загалом | Допрацездатний вік | Працездатний вік | Постпрацездатний вік |
| -------- | ------- | ------------------ | ---------------- | -------------------- |
| Чоловіки | 6       | 0                  | 6                | 0                    |
| Жінки    | 11      | 3                  | 3                | 5                    |
| Разом    | 17      | 3                  | 9                | 5                    |